# بيان صحفي
البيان الصحفي أو التصريح الصحفي أو تصريح وسائل الإعلام أو التقرير الصحفي أو تصريح بالفيديو عبارة عن رسالة مكتوبة أو مسجلة موجهة لأعضاء وسائل الإعلام بغرض الإعلان عن شيء ما بدعوى أنه ذو أهمية إخبارية. وعادة ما يتم إرساله عبر البريد أو الفاكس أو عبر البريد الإلكتروني لمحررين محددين في الجرائد والمجلات ومحطات الإذاعة والتلفزيون أو شبكات التلفزيون.
ويقول توم كيليهر في كتابه «العلاقات العامة على الإنترنت: المفاهيم الدائمة لتغير وسائل الإعلام» Public Relations Online: Lasting Concepts for Changing Media أنه «لو اعتبرنا أن ما تنشره من أخبار تشمل صحفيين حقيقيين فضلاً عن غيرهم ممن يقومون بالقراءة ويقدمون تقارير بالأخبار على الإنترنت، فإن مصطلح» التصريح الصحفي«يبدو أفضل على الإنترنت من مصطلح» البيان الصحفي"". ويشير فرازير سيتيل إلى البيانات الصحفية على أنها «الأصل الجذري لأدوات كتابة العلاقات العامة»:.”
كما غيرت المواقع الإلكترونية طريقة تقديم النشرات الصحفية. إن خدمات توزيع البيانات الصحفية التجارية والقائمة على الرسوم، مثل وكالات الأنباء والأخبار أو خدمات الموقع المجانية المتواجدة، تجعل عملية توزيع الأخبار في المتناول، كما تقوم بتمهيد الطريق للشركات الصغيرة. وتمتلك مثل هذه المواقع مخزونًا من البيانات الصحفية وتدعي أن أخبار الشركة تكون أكثر انتشارًا على شبكة الإنترنت ويمكن البحث عنها عن طريق محركات البحث الرئيسية.
واستخدام البيانات الصحفية شائع في مجال العلاقات العامة. ويكون هدفها في العادة جذب انتباه وسائل الإعلام المفضلة لدى إدارة العلاقات العامة للعميل المهني و/أو التوفير الصريح للمنتجات أو الأحداث التي يسوقها هؤلاء العملاء. يقدم البيان الصحفي مراسلون لديهم دعم معلوماتي يتضمن الأساسيات الضرورية لصناعة قصة إخبارية. يمكن أن تعلن البيانات الصحفية مجموعة من الأنباء مثل فعاليات مجدولة وترقيات شخصية وجوائز ومنتجات وخدمات جديدة، ومبيعات وبيانات مالية أخرى وإنجازات...وغيرها، وهي كثيرًا ما تستخدم في خلق قصة مميزة أو يتم إرسالها بغرض الإعلان عن مؤتمرات صحفية أو أحداث قادمة أو تغير في المؤسسة. استخدام البيانات الصحفية دون تمحيص أو بإفراط عن طريق الصحفيين الذين يطلق عليهم جورنالجية (بالإنجليزية Churnalism).
ويعتبر البيان أو النشرة الصحفية معلومات تُقدم للمراسلين، وهو إعلان رسمي أو خبر يتم إعداده وإصداره خصيصًا في الصحف ووسائل الإعلام الأخرى حتى ينتشر لعامة الجمهور.

## الأصول

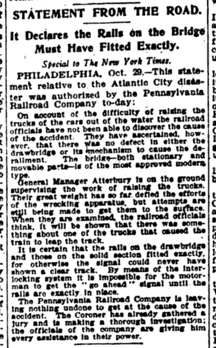
تصريح آيفي لي كما ظهر في جريدة نيويورك تايمز في عام 1906

أول بيان صحفي معاصر كانت على يد آيفي لي. حيث كانت تعمل وكالة لي مع السكك الحديدية في ولاية بنسلفانيا عند تحطم قطار أتلانتيك سيتي في 1906، وتعاون آيفي لي والشركة في إصدار أول بيان صحفي مباشرة للصحفيين قبل انتشار الإصدارات الأخرى من القصة أو الافتراضات بين الناس وإبلاغها. واستخدم البيان الصحفي بالإضافة إلى دعوة الصحفيين والمصورين إلى مكان الحادث كوسيلة لتعزيز التواصل المفتوح مع وسائل الإعلام.
وقام رائد العلاقات العامة إدوارد بارنيز فيما بعد بإنشاء واستخدام البيانات الصحفية.

## العناصر
من الناحية الفنية، أي شيء يُرسل عمدًا لمراسل أو مصدر إعلامي يعتبر بيانًا صحفيًا: وهو معلومات يتم التصريح بها عن طريق إرسالها لوسائل الإعلام. وعلى الرغم من ذلك، فإن متخصصي العلاقات العامة غالبًا ما يتبعون صيغة معيارية يعتقدون أنها ذات كفاءة ويمكنها أن تزيد من فرصهم في الحصول على الانتشار المنشود. ومن المفترض أن تساعد هذه الصيغة الصحفيين في الفصل بين البيانات الصحفية عن وسائل اتصال العلاقات العامة الأخرى مثل خطابات مقر العمل أو المستشارين الإعلاميين. وبشكل عام يتكون خطاب العلاقات العامة من 4 إلى 5 فقرات وعدد الكلمات من 400 إلى 500 كلمة.
وتتضمن العناصر المعروفة لهذا الهيكل:
- العنوان — ويستخدم لجذب انتباه الصحفيين وتلخيص الخبر.
- التاريخ — ويتضمن تاريخ الإصدار وعادةً المدينة التي خرج منها البيان الصحفي. إذا كان التاريخ المكتوب بعد تاريخ الإرسال الفعلي للمعلومات لوسائل الإعلام، فإن المرسل يطلب حظر الخبر الأمر الذي لا يكون ملزمًا للصحفيين.
- مقدمة — وهي الفقرة الأولى في البيان الصحفي والتي عادة ما تقدم الإجابات الأساسية للأسئلة التي تبدأ بـ «من وما ومتى وأين ولماذا».
- المحتوى — ويضم المزيد من التوضيح والإحصاءات والخلفية أو غير ذلك من التفاصيل ذات الصلة بهذه الأخبار.
- الصيغة الثابتة — وتكون في العموم قصيرة وتدور «حول» القسم أو تقدم خلفية مستقلة حول الشركة التي أصدرت الخبر، أو المنظمة أو فرد.
- النهاية — في أمريكا الشمالية من الأمور التقليدية ظهور الرمز "-30 -" بعد الصيغة الثابتة أو الجسم وقبل معلومات الاتصال بوسائل الإعلام لتبين لوسيلة الإعلام أن البيان قد انتهى. وحديثًا فهناك رمز مكافئ يستخدم وهو "###". وفي بلدان أخرى يمكن استخدام وسائل أخرى لتشير إلى نهاية البيان مثل كلمة «النهاية».
- معلومات الاتصال بوسيلة الإعلام — الاسم ورقم الهاتف وعنوان البريد الإلكتروني والعنوان البريدي أو غيرها من معلومات الاتصال من أجل العلاقات العامة أو أي شخص مسؤول عن الاتصال في العلاقات الإعلامية الأخرى.

وحيث إن الإنترنت يفترض الأهمية المتزايدة لدورة الأخبار، فإن أساليب كتابة البيان الصحفي قد تطورت بالضرورة. وغالبًا ما يفتقر محررو النشرات الإخبارية على شبكة الإنترنت.على سبيل المثال، إلى وجود موظفين لتحويل البيان الصحفي النثري التقليدي إلى نسخة أكثر قابلية للقراءة وجاهزية للطباعة. ولذلك غالبًا ما تتم كتابة البيانات الصحفية اليوم كأنها مقالات جاهزة لا تقدم أكثر من مجرد الحقائق المجردة. ويمكن أن يساعد الشكل الأنيق والصياغة الصحفية بالإضافة إلى القصة المشوقة وبعض الاقتباسات من المبادئ في ضمان الانتشار الواسع للبيان على الإنترنت فقط حيث تبحث المنشورات عن المادة المناسبة فقط.

## نماذج التوزيع
في نموذج التوزيع التقليدي، تقوم أي حملة تجارية أو سياسية أو أي كيان ينشر معلومات في وسائل الإعلام باستئجار وكالة دعاية لكتابة وتوزيع معلومات مكتوبة على وكالة أنباء والشبكات الصحفية الأخرى. وفي هذا النموذج، تكون المؤسسة التجارية مسؤولة في النهاية عن إنشاء المحتوى وقرار نشره مما يجعل البيان الصحفي ذاتي النشر. مع ذلك، ففي هذا القطاع يعتبر البيان الصحفي ذاتي النشر هو بيان تقوم به على طريق «افعله بنفسك» بطريقة تتجاوز شبكات توزيع وكالات الأنباء باهظة الثمن. في هذا النهج الذي يحظى بشعبية لدى العديد من الشركات الضخمة ومتاح للجميع تقريبًا بين المنظمات الصغيرة التي تسعى لاهتمام وسائل الإعلام المحلية فقط ويكتب موظف التسويق في المكان البيان الصحفي بنفسه ويرسله مباشرة إلى الصحف المختارة أو غيرها من وسائل الإعلام المتنافسة. وعلى الرغم من عمل ذلك على نطاق ضيق عن طريق الإرسال بالبريد للأفراد أو عن طريق الفاكس والإعلان في عدد محدود من وسائل الإعلام المحلية، فإن هذا النهج يميل الآن للاعتماد على النشر عن طريق البريد الإلكتروني والويب. وتوجد بعض النماذج المختلطة التي تدفع من أجل التوزيع من خلال الشبكات القائمة وفي نفس الوقت تتبع نموذج «افعله بنفسك».

## بيانات الفيديو الصحفية
ترسل بعض شركات العلاقات العامة بيانات فيديو صحفية (VNRs) وهي برامج فيديو مسجلة مسبقًا ويمكن لمحطات التلفزيون بثها مباشرة. وغالبًا ما تتم إذاعة بيانات الفيديو الصحفية بدون أن تقوم المحطة بتعريفها أو نسبها لها على هذا النحو.
يمكن لمشاهدي الأخبار التلفزيونية في كثير من الأحيان اكتشاف استخدام بيانات الفيديو الصحفية ضمن نشرات الأخبار التلفزيونية، على سبيل المثال، «المقابلات» مع العديد من نجوم السينما هي في الواقع بيانات فيديو صحفية مسجلة في استوديو الفيلم ومع ديكورات شعار الفيلم. مثال آخر متكرر من بيانات الفيديو الصحفية يتمثل في لقطات إخبارية لأشرطة فيديو لأمور طبية «متقدمة» معينة يتم إنتاجها وتوزيعها بالفعل من قبل شركات الأدوية لغرض بيع أدوية جديدة.
قد تكون بيانات الفيديو الصحفية في شكل إنتاج كامل يتكلف عشرات الآلاف أو حتى مئات الآلاف. وقد تكون في شكل أخبار بالتلفزيون أو حتى منتج على الويب.
في الآونة الأخيرة أحجمت العديد من الوسائل عن استخدام بيانات الفيديو الصحفية. وترغب العديد من المحطات، من التصور العام السيء بالفعل، في زيادة مصداقيتها. ولدى شركات العلاقات العامة نظم أكثر صرامة في تعديل الفيديو قبل بثه.
ويمكن أن تتحول بيانات الفيديو الصحفية إلى وسائط بودكاست قبل نشرها في وكالات الأنباء. وبالإضافة إلى ذلك، يمكن أن تظل الأخبار مستمرة الانتشار من خلال نشرها في «المواقع المجتمعية»، حيث يتم رصدها والتعليق عليها من قبل العديد من الصحفيين والكُتّاب المميزين.

## حظر البيان الصحفي
أحيانًا يتم نشر البيانات الصحفية مبكرًا وحظرها — أي يُطلب من المؤسسات الإخبارية عدم نشر الخبر حتى وقت معين. على سبيل المثال، عادة ما تتلقى المؤسسات الإخبارية نسخة من الخطب الرئاسية قبل إلقائها بعدة ساعات. ومن الشائع أن يُقدم إلى مراجعي الإنتاج أو وسائل الإعلام عينة من المنتج الذي ستقدمه قبل تاريخ صدوره.
وإذا لم يوافق الصحفي طواعية على الالتزام بالحظر مقدمًا، ويتم ذلك عادة عن طريق اتفاقية عدم الإفصاح الملزمة قانونيًا، يكون الصحفي في حل من أي التزام به. وبالرغم من ذلك، فإنه حتى في غياب أي التزامات فمن المعروف أن المؤسسات الإخبارية لا تنتهك هذا الحظر للمصادر التي ترغب في دعمها. وفي حالة قيامها بذلك؛ فإن الوكالة أو العميل الذي أرسل البيان الصحفي يمكن أن يضع وكالة الأنباء هذه في القائمة السوداء.